# Brian Irvine
Brian Irvine, né le 24 mai 1965 à Bellshill (Écosse), est un footballeur écossais, qui évoluait au poste de défenseur à Aberdeen FC et en équipe d'Écosse. 
Irvine n'a marqué aucun but lors de ses neuf sélections avec l'équipe d'Écosse entre 1990 et 1994. 

## Carrière
- 1983-1985 : Falkirk FC
- 1985-1997 : Aberdeen FC
- 1997-1999 : Dundee FC
- 1999-2003 : Ross County [1]

## Palmarès

### En équipe nationale
- 9 sélections et 0 but avec l'équipe d'Écosse entre 1990 et 1994.

### Avec Aberdeen FC
- Vainqueur de la Coupe d'Écosse de football en 1986 et 1990.
- Vainqueur de la Coupe de la Ligue écossaise de football en 1986, 1990 et 1996.

### Avec Dundee FC
- Vainqueur du Championnat d'Écosse de football D2 en 1998.